# Hernandia drakeana
A Hernandia drakeana a babérvirágúak (Laurales) rendjébe, ezen belül a Hernandiaceae családjába tartozó faj, melyet sokan kihaltnak vélnek.
Jelenleg helybéli és világszintű felkutatása folyik.

## Előfordulása
A Hernandia drakeana egykoron a Társaság-szigetekhez tartozó Moorea szigetén volt honos. A Francia Polinézia egyik endemikus növénye volt.